# Kirche Gospiteroda

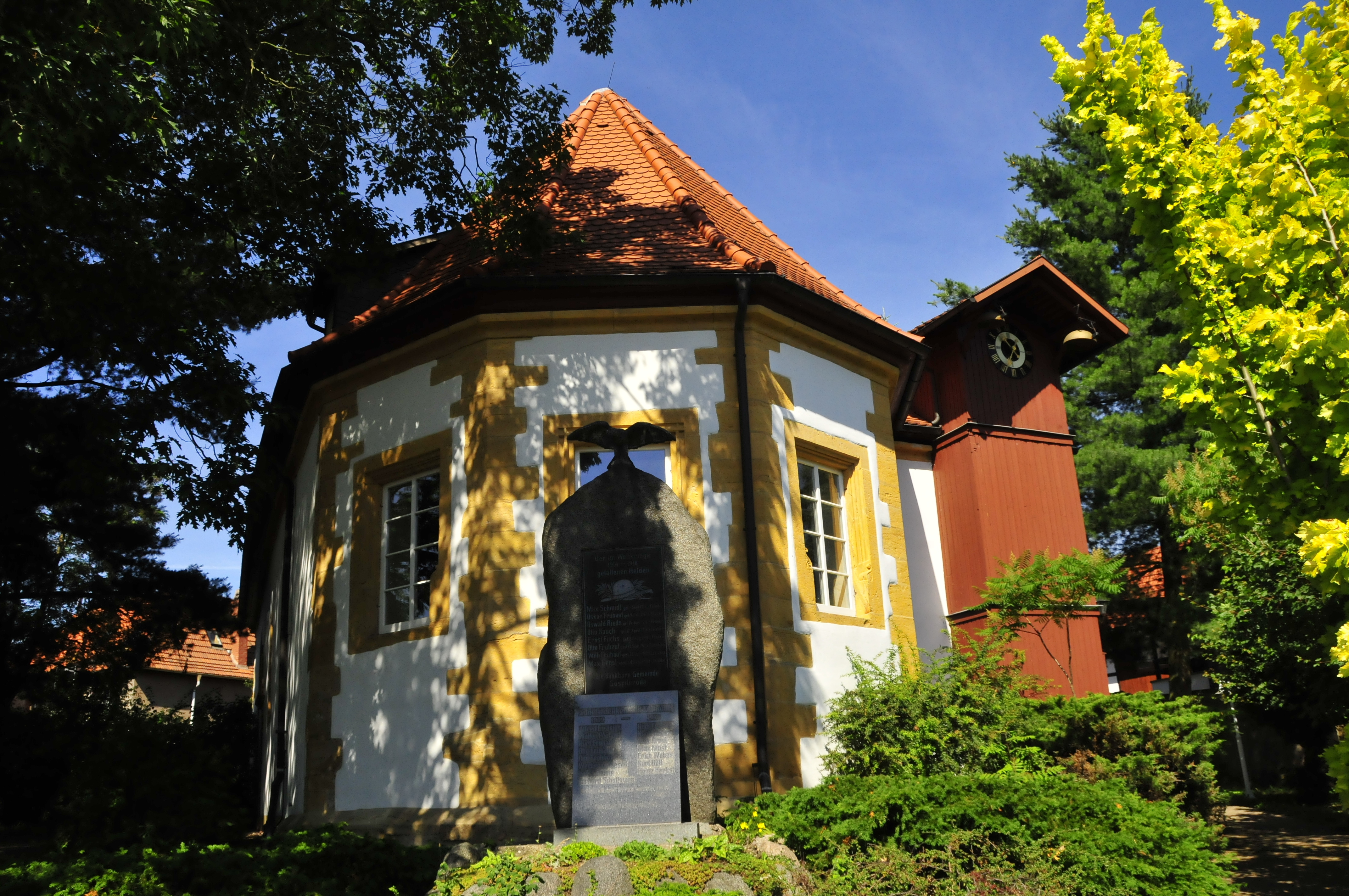
Kirche Gospiteroda

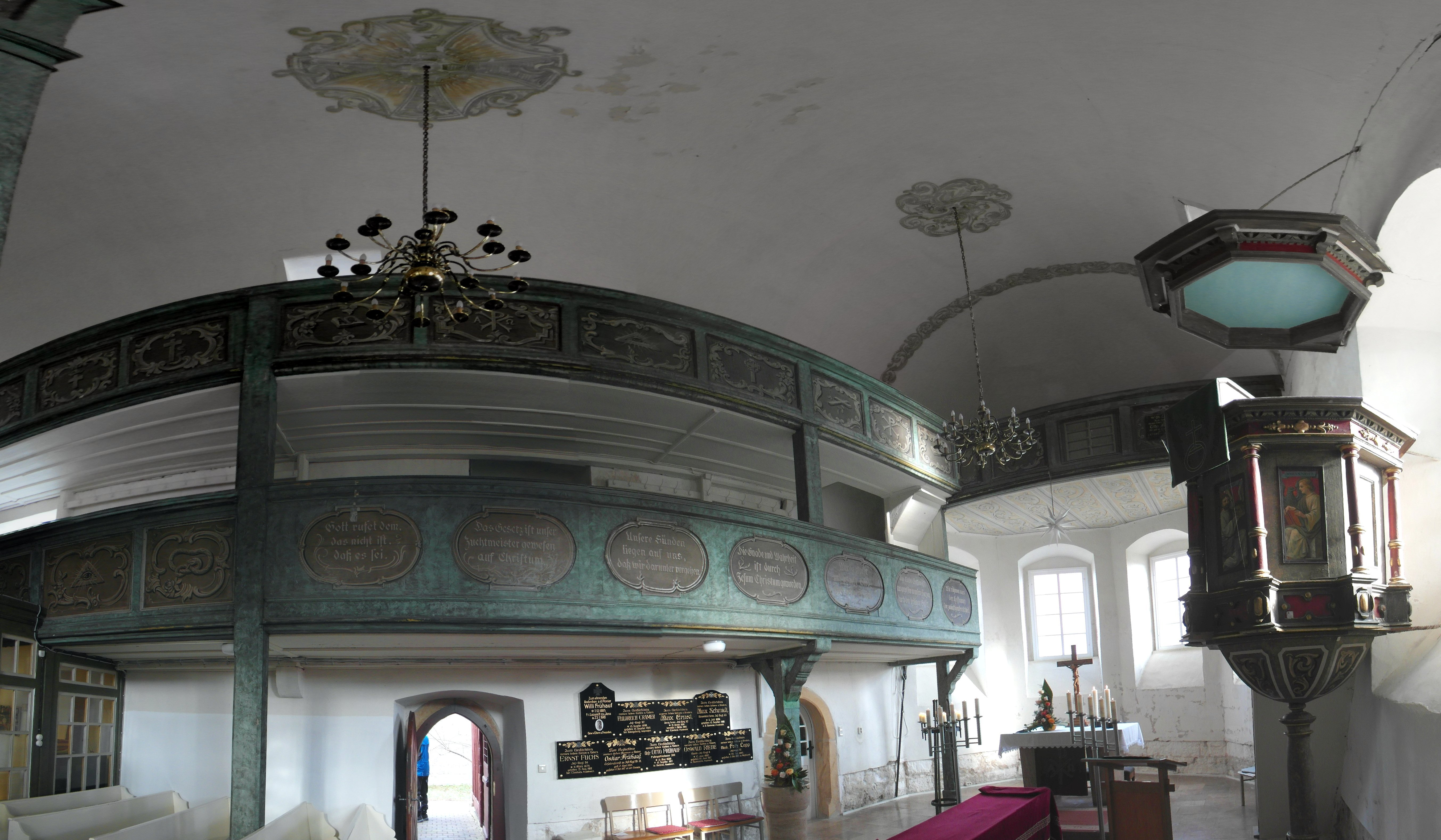
Innenraumpanorama

Die evangelisch-lutherische Kirche  Gospiteroda steht in Gospiteroda, einem Ortsteil der Landgemeinde Georgenthal im Landkreis Gotha in Thüringen. Die Kirchengemeinde Gospiteroda gehört zur Kirchengemeinde Boxberggemeinde Sundhausen in der Region Gotha des Kirchenkreises Gotha der Evangelischen Kirche in Mitteldeutschland.

## Geschichte
Während des Dreißigjährigen Krieges ließ der Gutsbesitzer gegenüber dem Herrenhaus eine Wehrkirche errichten. Sie sei angeblich durch einen Tunnel mit dem Gutshaus verbunden gewesen, worauf Erdsenkungen deuten sollten, die aber in der Vergangenheit achtlos zugeschüttet worden seien. Gutsbesitzer waren die Reichsgrafen von Hohenlohe.

## Beschreibung
Nach einer Inschrift wurde die spätgotische Saalkirche 1623 gebaut. Sie hat einen vierseitig geschlossenen Chor. An der Nordseite befinden sich zwei Geschosse eines nicht vollendeten Turmes. Die rechteckigen Fenster haben profilierte Laibungen. Das Erdgeschoss des Turms, das jetzt als Sakristei genutzt wird, ist mit einem steinernen Tonnengewölbe überspannt. Das Kirchenschiff hat ein Tonnengewölbe aus Holz. Die bemalten Emporen sind zweigeschossig. An der Kanzel aus der 1. Hälfte des 17. Jahrhunderts sind die Evangelisten dargestellt. Aus derselben Zeit stammt das Taufbecken mit einem Schaft aus Balustern mit Voluten. In den 1990er Jahren wurde die Kirche umfangreich saniert.

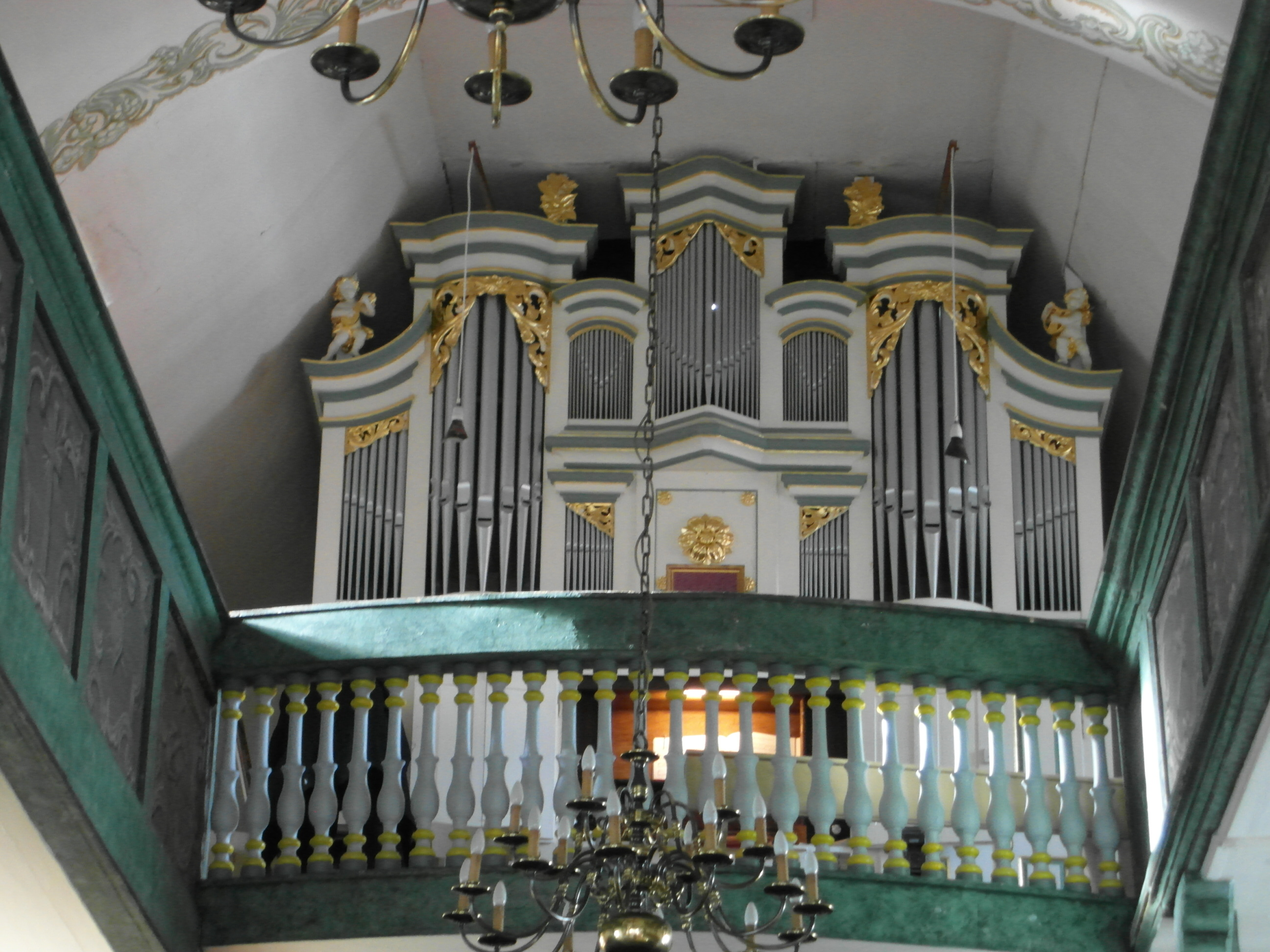
Orgel

## Orgel
Die Orgel ist ein Werk von Karl Christian Hoffmann aus dem Jahr 1741 mit 14 Registern auf zwei Manualen und Pedal. Johann Michael Wagner war Hoffmanns Mitarbeiter. Im 19. Jahrhundert arbeitete Johann Valentin Knauf an der Orgel. Orgelbaumeister Rudolf Böhm aus Gotha restaurierte das Werk im Jahr 1994. Die Disposition lautet:
| I Hauptwerk C–d3 |    |
| Principal        | 8′ |
| Grobgedact       | 8′ |
| Viola di Gamba   | 8′ |
| Principal        | 4′ |
| Octave           | 2′ |
| Mixtur III       |    |

| II Brustwerk C–d3 |    |
| Flöte Traversa    | 8′ |
| Fugara            | 8′ |
| Salicional        | 8′ |
| Geigen Principal  | 4′ |

| Pedal C–c1   |     |
| Subbaß       | 16′ |
| Violon       | 16′ |
| Principalbaß | 8′  |
| Flötenbaß    | 8′  |

- Koppeln: II/I, I/P